# Ago (książę Friuli)
Ago (Agon) – książę Friuli od między 652 a 661 do około 663 (niektóre źródła podają 660). Został następcą Grasulfa II.
Według Pawła Diakona w Cividale był dom zwany od imienia tego księcia domem Ago. Po śmierci Ago jego następcą został Lupus.